# Scott Lachance
Scott Joseph Lachance (* 22. Oktober 1972 in Charlottesville, Virginia) ist ein ehemaliger US-amerikanischer Eishockeyspieler, der im Verlauf seiner aktiven Karriere zwischen 1990 und 2007 unter anderem 830 Spiele für die New York Islanders, Canadiens de Montréal, Vancouver Canucks und Columbus Blue Jackets in der National Hockey League (NHL) auf der Position des Verteidigers bestritten hat.

## Karriere
Lachance spielte zunächst zwischen 1988 und 1990 bei den Springfield Olympics in der New England Junior Hockey League (NEJHL), wo er in 70 Spielen auf 102 Scorerpunkte kam. Im Herbst 1990 wechselte der Verteidiger an die Boston University und spielte dort ein Jahr für die Eishockeymannschaft in der Hockey East, einer Division der National Collegiate Athletic Association (NCAA). Mit den sogenannten Terriers gewann der damals 19-Jährige am Saisonende die Meisterschaft der Hockey East in Form der Lamoriello Trophy und wurde im Sommer im NHL Entry Draft 1991 bereits in der ersten Runde an vierter Position von den New York Islanders aus der National Hockey League (NHL) ausgewählt.
Bevor Lachance in den Profibereich wechselte, schloss er sich dem US-amerikanischen Eishockeyverband USA Hockey an und bereitete sich mit dem Team große Teile der Saison 1991/92 auf die Olympischen Winterspiele 1992 im französischen Albertville vor. Zudem bestritt er die Junioren-Weltmeisterschaft 1992, ehe er bei den Olympischen Spielen auflief. Nach den Winterspielen war der Verteidiger für den Rest der Spielzeit bei den New York Islanders in der NHL aktiv. In den folgenden sieben Spielzeiten war Lachance eine feste Größe im Kader und wurde erst im März 1999, als die Islanders ihre Mannschaft in vielen Teilen veränderten, zu den Canadiens de Montréal transferiert. Im Gegenzug erhielten die Islanders ein Drittrunden-Wahlrecht im NHL Entry Draft 1999. Gekrönt wurde der Karriereabschnitt bei den Islanders mit der Teilnahme am NHL All-Star Game 1997.
Bei den Franko-Kanadiern lief der Abwehrspieler aber lediglich bis zum Sommer 2000 auf, als er sich als Free Agent für zwei Spielzeiten den Vancouver Canucks anschloss. Anschließend schloss er sich ebenfalls als Free Agent für zwei Jahre bis 2004 den Columbus Blue Jackets an. Durch den Lockout-bedingten Ausfall der NHL-Saison 2004/05 pausierte Lachance ein Jahr mit dem Eishockeyspielen und fand zur Spielzeit 2005/06 kein neues NHL-Team, das ihn unter Vertrag nahm. Daraufhin wechselte er erstmals ins Ausland und verbrachte die Saison in der Schweiz. Dort war er für die Kloten Flyers aus der Nationalliga A (NLA) aktiv. Im Sommer 2006 kehrte er aber bereits nach Nordamerika zurück und verbrachte seine letzte Profispielzeit bei den Lowell Devils in der American Hockey League (AHL).

### International
Lachance spielte für sein Heimatland USA erstmals bei der Junioren-Weltmeisterschaft 1991, als er ins All-Star-Team des Turniers gewählt wurde. Bei der Junioren-Weltmeisterschaft 1992 gewann er mit den US-Amerikanern die Bronzemedaille und verblieb weiterhin beim Verband, um sich auf die Olympischen Winterspiele 1992 im französischen Albertville vorzubereiten. Dort belegten die US-Amerikaner den vierten Platz.
Weitere Auftritte hatte Lachance bei den Weltmeisterschaften 1996, 1997 und 1999. Bei der Weltmeisterschaft 1996 in der österreichischen Hauptstadt Wien gewann er eine weitere Bronzemedaille.

## Erfolge und Auszeichnungen
- 1991 Lamoriello-Trophy-Gewinn mit der Boston University
- 1997 Teilnahme am NHL All-Star Game

### International
- 1991 All-Star-Team der Junioren-Weltmeisterschaft
- 1992 Bronzemedaille bei der Junioren-Weltmeisterschaft
- 1996 Bronzemedaille bei der Weltmeisterschaft

## Karrierestatistik

### International
Vertrat die USA bei:
| - Junioren-Weltmeisterschaft 1991 - Junioren-Weltmeisterschaft 1992 - Olympischen Winterspielen 1992 | - Weltmeisterschaft 1996 - Weltmeisterschaft 1997 - Weltmeisterschaft 1999 |

(Legende zur Spielerstatistik: Sp oder GP = absolvierte Spiele; T oder G = erzielte Tore; V oder A = erzielte Assists; Pkt oder Pts = erzielte Scorerpunkte; SM oder PIM = erhaltene Strafminuten; +/− = Plus/Minus-Bilanz; PP = erzielte Überzahltore; SH = erzielte Unterzahltore; GW = erzielte Siegtore; 1 Play-downs/Relegation; Kursiv: Statistik nicht vollständig)